# Lodowiec Romera
Lodowiec Romera ang. Romer Glacier – lodowiec w Ameryce Północnej znajdujący się w południowo-wschodniej części stanu Alaska w USA, w Górach Świętego Eliasza.
Nazwany imieniem Eugeniusza Romera w 1924 r., od następnego roku w granicach Parku Narodowego Glacier Bay.